# Велики египатски музеј
Велики египатски музеј (арап. المتحف المصري الكبير, енгл. Grand Egyptian Museum) је будући археолошки музеј у Гизи у Египту. Кад буде отворен, биће највећи археолошки музај на свету. Садржаће колекцију предмета из периода древног Египта, укључујући и све предмете из гробнице Тутанкамона. Музеј се простире на површини од 490.000 km² и удаљен је око 2 km од Великих пирамида.